# Corticaria corsica
Corticaria corsica is een keversoort uit de familie schimmelkevers (Latridiidae). De wetenschappelijke naam van de soort werd in 1887 gepubliceerd door Charles Brisout de Barneville.